# Hong Kong Second Division League
Hong Kong Second Division League (Zn. tradycyjne:香港乙組足球聯賽) jest drugą w hierarchii - po Hong Kong First Division League - klasą ligowych rozgrywek piłkarskich w Hongkongu. Stanowi pośredni szczebel rozgrywkowy między Hong Kong First Division League, a Hong Kong Third Division League.